# Sjøforsvaret

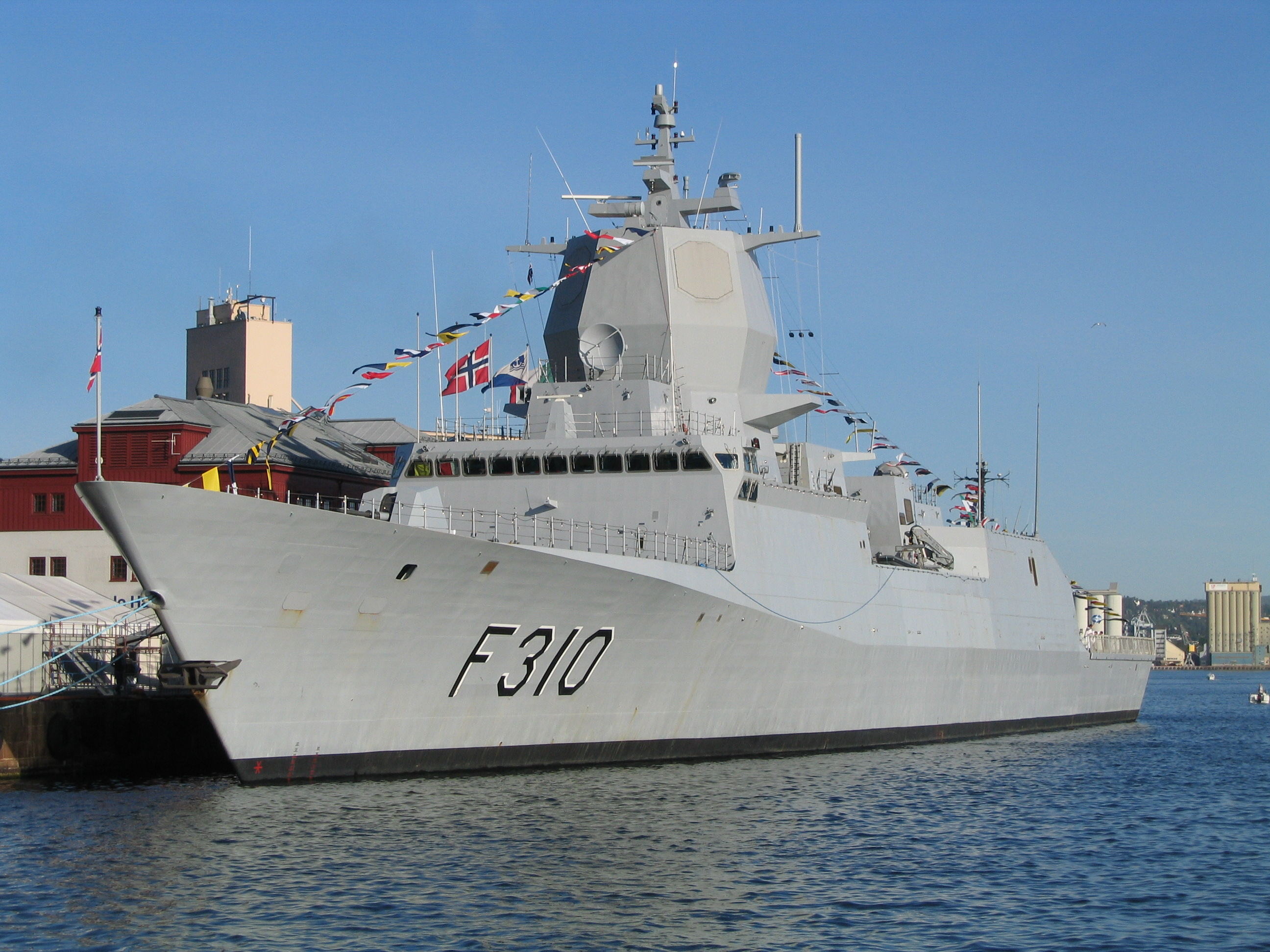
Fregata typu Fridtjof Nansen

Sjøforsvaret (Norweska Królewska Marynarka Wojenna) – Królewska Marynarka Wojenna Norwegii, składa się z trzech komponentów: Floty Norweskiej, Straży Wybrzeża, Artylerii Nadbrzeżnej. Obok jednostek pływających w skład sił morskich wchodzi też lotnictwo morskie wyposażone w samoloty i śmigłowce. Siły liczą około 4900 osób
Zasadniczym obszarem działania marynarki wojennej są wody Morza Północnego i Norweskiego. W związku charakterystycznymi cechami tego akwenu oraz koniecznością wypełniania zadań w ramach NATO, w siłach morskich można wydzielić dwie zasadnicze grupy jednostek nawodnych. Do realizacji zadań w ramach NATO i w oddalonych rejonach Norwegia posiada fregaty, natomiast do działań w rejonie przybrzeżnym, małe jednostki rakietowe – kutry. Uzupełnieniem sił nawodnych są klasyczne okręty podwodne. Zadania rozpoznania i ZOP realizowane są przez samoloty typu P-3C Orion, natomiast zadania SAR przez śmigłowce.
Główne zadania SM Norwegii to:
- rozpoznanie i kontrola wód wewnętrznych;
- wspieranie interesów państwa na otwartym morzu;
- realizacja czynności administracyjnych na wybrzeżu oraz SAR (Search & Rescue – Poszukiwanie i ratowanie rozbitków);
- obrona przed uderzeniem od strony morza;
- ochrona morskich linii komunikacyjnych;
- uczestnictwo w międzynarodowych zespołach okrętów w ramach NATO i ONZ.

Dla obrony wybrzeża, w rejonie wejść do najważniejszych fiordów, usytuowano 9 fortów wyposażonych w artylerię lufową i KPR. Uzupełnieniem uzbrojenia obrony wybrzeża są nadbrzeżne wyrzutnie torped oraz 6 sterowanych zagród minowych. Jednakże począwszy od roku 2000 większość tych instalacji przenoszona jest w stan stałej konserwacji. Proces ten zakończył się w 2004 Reorganizacja objęła również bazy i okręgi morskie. Zlikwidowano 3 okręgi (Narvik, Vestlandet i Sorlandet), zamknięto większość ośrodków szkoleniowych oraz bazy morskie w Hysnes, Ulnes, Marvika i Karljohansvern.
W rezultacie przeniesienia w stan stałej konserwacji systemu fortów utworzono Dowództwo Piechoty Morskiej (Coastal Ranger Command) z siedzibą w Trondenes (Harstad).
Oddziały lekkiej artylerii brzegowej to niewielkie grupy bojowe uzbrojone w przenośne zestawy rakietowe produkcji szwedzkiej typu HSDS z rakietami RBS-17. Realizują one zadania obrony fiordów stanowiących podejścia do najważniejszych portów. Ich atutem jest wysoka mobilność, w celu szybszego przemieszczania wykorzystuje się szybkie kutry desantowo-szturmowe typu SB90N.
Zostało zaplanowane wprowadzenie nowych fregat i KTR. Norweska marynarka rozpoczęła też budowę i eksploatację jednostek na poduszce powietrznej – korwet rakietowych typu Skjold. Obecnie większość z nich to jednostki obrony przeciwminowej. W roku 1999 wprowadzono pierwszą jednostkę w wersji uderzeniowej. Dla ewentualnego wzmocnienia floty, duże okręty ochrony rybołówstwa typu Nordkapp mogą zostać dodatkowo dozbrojone w kierowane pociski rakietowe klasy woda-woda i spełniać rolę fregat eskortowych.

Bandera inspektora generalnego marynarki wojennej
Bandera admirała
Bandera wiceadmirała
Bandera kontradmirała
Bandera komodora
Bandera kapitana
Bandera dowódcy eskadry lub starszego oficera